# 小向 (川崎市)
小向（こむかい）は、神奈川県川崎市幸区の大字。旧橘樹郡川崎領小向村。住居表示未実施区域。この大字独自の郵便番号は存在しない。面積は47.5 ha。人口は0である。
なお、「小向」を冠する町名（小向東芝町、小向町、小向西町、小向仲野町）が小向の近隣に存在するが、これらは小向から分立したものである（後述）。

## 地理
全域が多摩川の河川敷であり、川崎競馬場小向厩舎の練習用コースや、アール・エフ・ラジオ日本川崎幸放送局の送信用アンテナなどが所在している。
小向は東端で多摩川を挟んで東京都大田区の多摩川・西六郷と、西端では戸手・小向町・小向仲野町・古市場に接している。

## 歴史

### 中世
『新編武蔵風土記稿』には、当地を開墾した人物の名が記録されているが、彼らは小田原北条氏（後北条氏）支配下にあった武士とも多くが重複することから、同氏の旧臣が開拓した土地であると考えられる。北条氏が滅んだ後、徳川家康の江戸入府にあたっては、小向から多摩川を渡ったことが『天正日記』に残されている。

### 近世
江戸時代の当地は当初天領であったが、のちに増上寺に寄進されている。その結果、増上寺の年貢や賦役を負担する代わりに、助郷や国役金といった幕府からの負担は、幕末の元治期に至るまで免除されていた。
村高は、正保期の『武蔵田園簿』で173石4斗あまり（別に見取場もあり）、『元禄郷帳』以降幕末の『旧高旧領取調帳』までは175石2斗あまりと、一定で推移した。多摩川が頻繁に氾濫するという事情もあって 農業生産力は決して高くなく、多少の浸水であれば耐えられる梅の栽培が江戸初期の寛文ごろから行われ、一時は村全体の面積の6～7割を占めるまでになった。また、多摩川からの砂利の採取も行われていたが、もとは江戸の町人が採掘権をもっており、1807年（文化4年）には採掘権を村側に取り戻す願いを、周囲の村と共同して起こしている。
『新編武蔵風土記稿』では家数68軒。

### 明治以降
1871年（明治4年）の洪水で梅林は大きな被害を受け、面積は20町歩から7町歩へと減少してしまった。一方、それまで栽培用であったこの梅林は、1880年（明治13年）、成島柳北が朝野新聞に「小向村探梅の記」を掲載したことで、観光地としても脚光を浴びることとなり、1884年（明治17年）には明治天皇の行幸が行われるまでになった。1889年（明治22年）に町村制が施行された際、小向村など8村が合併した新村の名称は、この行幸にちなんで御幸村となった。大正から昭和にかけて梅林は衰退し、御幸公園に移植された梅だけがその名残りをとどめている。
その一方、1888年（明治21年）には堤外に煉瓦工場が設置されたり、1937年（昭和12年）には東京無線（現・東芝）が当地（現在の小向東芝町）に工場を設置するなど、工業地として活用する動きも見られた。
戦後には耕地整理・区画整理・住居表示の施行などにより小向東芝町、小向町、小向西町、小向仲野町が分立した結果、「小向」としては河川敷だけが残された。河川敷の広いスペースを生かして、川崎競馬場の練習用コースやアール・エフ・ラジオ日本の送信所が設置されている。

### 地名の由来
『新編武蔵風土記稿』には北向から転じた、あるいは北向の草書体を誤読したのではないかとあるが、最初から「小向」であったとする見方もある。多摩川に張り出した地形が由来であるとも考えられるが、正確なところは不明である。

### 沿革
- 戦国時代 - 後北条氏旧臣により開墾されたと見られる。
- 1590年（天正18年）- 徳川家康が当地を通って江戸へ入府。
- 1717年（享保2年）- 有章院殿（徳川家継）御霊屋料として当地が増上寺へ寄進される。
- 1868年（明治元年）- 明治維新。当地は神奈川県の所属となる。
- 1874年（明治7年）- 大区小区制により、当地は第4大区第6小区となる[11]。
- 1884年（明治17年）- 明治天皇が小向梅林へ行幸。
- 1889年（明治22年）- 町村制施行に伴い、小向村など8村が合併して御幸村が成立。小向はその大字となる。
- 1912年（明治45年）- 神奈川県と東京府の境が多摩川に引き直される。小向でも東京府荏原郡矢口村・六郷村と対岸の飛び地を交換する[11]。
- 1924年（大正13年）- 御幸村と川崎町・大師町が合併して川崎市が成立。川崎市小向となる。
- 1940年（昭和15年）- 減っていた梅が御幸梅林に集められる[16]。
- 1945年（昭和20年）- 東京大空襲の被害を受ける。
- 1952年（昭和27年）- 耕地整理により、小向東芝町・小向仲野町が分立[11]。
- 1954年（昭和29年）- 区画整理により、小向西町が分立[11]。
- 1959年（昭和34年）- アール・エフ・ラジオ日本川崎幸放送局のアンテナが設置される[21]。
- 1972年（昭和47年）- 川崎市が政令指定都市に移行し、当地は川崎市幸区小向となる。
- 1976年（昭和51年）- 一部で住居表示が施行され、小向町となる。小向として残るのは河川敷だけとなった。

## 交通

### 道路
- 多摩沿線道路

### 渡船
当地から多摩川を渡る交通路は現存しないが、明治から大正にかけては対岸への渡船が運航されていた。

## 施設
- 川崎競馬場小向厩舎練習馬場
- アール・エフ・ラジオ日本川崎幸放送局送信施設